# Liste des cardinaux créés par Innocent VI
Le pape Innocent VI (1352-1362) crée 15 cardinaux dans 3 consistoires.

## 15 février1353
- Andouin Aubert, évêque de Maguelonne

## 23 décembre1356
- Élias de Saint-Yrieix, O.S.B., évêque d' Uzès
- Francesco degli Atti, évêque de Florence
- Pierre de Monteruc, évêque de Pampelune
- Guillaume Farinier, O.F.M., ministre général de son ordre
- Nicolás Rossell, O.P., prieur provincial  et inquisiteur d'Aragón
- Pierre de la Forest, archevêque de Rouen

## 17 septembre1361
- Fontanier de Vassal, O.F.M., patriarche de  Grado
- Pierre Itier, évêque de Dax
- Jean de Blauzac, évêque de Nîmes
- Gilles Aycelin de Montaigu, évêque de  Thérouanne, chancelier de France
- Androin de la Roche, O.S.B., abbé de Cluny
- Étienne Aubert le Jeune, évêque de Carcassonne
- Guillaume Bragose, évêque de  Vabres
- Hugues de Saint-Martial, prévôt de  Douai